# Ronald Karwofodi
Ronald Karwofodi (circa 1947/1948 - 1 december 2012) was een Surinaams politicus van inheems-Surinaamse afkomst. Hij was kapitein (dorpshoofd) van Bernharddorp en actief in het bestuur van de Vereniging Inheemse Dorpshoofden Suriname (Vids). Voor de Nationale Partij Suriname (NPS) zat hij bijna tien jaar in De Nationale Assemblée (DNA). 

## Biografie
Karwofodi is geboren en getogen in Para. Hij was hoofdonderwijzer toen hij werd gekozen tot kapitein van Bernharddorp. Net als twee van zijn broers weigerde hij mee te doen met de Tucajana's die bewapend werden door Desi Bouterse tijdens de Binnenlandse Oorlog (1986-1992). De oorlog zorgde voor verdeeldheid in het dorp. Als dorpshoofd zag hij het als een taak om verzoening te brengen. Na een hevige strijd moest hij afstand doen van zijn positie als kapitein. Daarnaast was hij bestuurslid van de Vereniging Inheemse Dorpshoofden Suriname (Vids).
Voor de Nationale Partij Suriname (NPS) zat hij van 1991 tot 2000 in De Nationale Assemblée (DNA). Ook in 2000 werd hij herkozen.
Na een periode van ziekte overleed hij op 1 december 2012 op 64-jarige leeftijd.